# The Dam Busters (videogioco)
The Dam Busters, scritto anche Dam Busters, The Dambusters o Dambusters, è un videogioco simulatore di volo pubblicato nel 1984 per ColecoVision e Coleco Adam dalla Coleco e nel 1985-1986 per i computer Amstrad CPC, Apple II, BBC Micro, Commodore 64, MS-DOS, MSX e ZX Spectrum dalla U.S. Gold in Europa e/o dalla Accolade in Nordamerica. In Giappone fu pubblicato per MSX dalla Comptiq e per PC-98 dalla Soft Pro International.
È ispirato all'Operazione Chastise della Seconda guerra mondiale e consiste nel controllo di un bombardiere britannico Lancaster per raggiungere e colpire una diga in territorio tedesco. Il titolo, lett. "i cacciatori di dighe", è il soprannome dello squadrone 617 che partecipò alla vera operazione.

## Modalità di gioco
The Dam Busters è relativamente semplice come pilotaggio, in confronto ad esempio a Microsoft Flight Simulator II che all'epoca era il termine di paragone, ma oltre al pilota richiede di impersonare anche gli altri sei elementi dell'equipaggio, addetti a strumenti e armamenti.
Lo scopo della missione è sempre distruggere una diga tedesca con una bouncing bomb, viaggiando in volo notturno. Ci sono due livelli di difficoltà: in quello facile si parte già in volo sulla Manica; in quello difficile si parte dall'aeroporto di Scampton nel Regno Unito e si deve ritornare dopo l'attacco, compresi il decollo e l'atterraggio, e ci sono alcune altre complicazioni.
C'è inoltre una modalità di addestramento (non disponibile in tutte le versioni, assente ad esempio su MSX) nel lancio della bomba, dove si parte già vicino alla diga, senza nemici.
Una volta raggiunta l'Europa continentale si devono affrontare postazioni di contraerea, palloni di sbarramento, caccia Me-110 e riflettori luminosi.
Se si vola a più di 1000 piedi di quota non si incontrano ì palloni, ma si viene individuati dai radar.
In azione si dispone di diverse visuali degli strumenti o in prima persona fissa verso l'esterno dell'aereo. Il paesaggio notturno è sempre quasi completamente nero, a parte alcuni punti luminosi a terra o increspature sul mare, che permettono di intravedere l'orizzonte e la superficie.
Tramite i tasti numerici ci si sposta tra le varie postazioni di comando del bombardiere, corrispondenti a pilota, mitragliere di prua e di coda, puntatore, navigatore, primo e secondo motorista.
In dettaglio, le postazioni e relative schermate sono le seguenti.
1. Pilota: la vista è frontale e si manovra direttamente la barra di comando. Sono presenti gli strumenti altimetro, bussola, orizzonte artificiale, tachimetro.
2. Mitragliere di prua: spara a doppia canna, con proiettili traccianti illimitati, muovendo un mirino sullo schermo. Avrà anche il compito di sganciare la bomba.
3. Mitragliere di coda: spara allo stesso modo del precedente, ma difende il retro dell'aereo.
4. Puntatore: prepara lo sgancio della bomba. Attiva la rotazione della bomba, le luci di sincronizzazione e l'apposito mirino sul quadrante del mitragliere di prua. Le due luci funzionano a quota molto bassa, puntano sulla superficie e quando si sovrappongono indicano che l'altitudine è quella giusta. Il manuale spiega la tecnica, non facile[7], per usare efficacemente la bomba, che va sganciata sorvolando il bacino della diga a una certa velocità, quota e distanza dal bersaglio.
5. Navigatore: visualizza una mappa dello scenario, suddivisa in sei fogli, per decidere la rotta. Un simbolo di aereoplanino mostra la posizione attuale e altri simboli le concentrazioni di città e difese. Un cursore permette di scegliere la rotta; una volta scelta una destinazione, il pilota nella propria bussola vedrà una tacca che mostra sempre la direzione da prendere.
6. Ingegnere: visualizza un quadro strumenti con indicatori e leve per ciascuno dei quattro motori. Con un cursore si selezionano per i rispettivi motori l'accelerazione, il rapporto motore-elica (regolabili anche tutti e quattro insieme) e l'estintore in caso di incendio (motore colpito o sforzato troppo).
7. Secondo ingegnere: presente solo al livello di difficoltà alto, mostra il carburante e il controllo di flap, carrello, timone di coda.
8. Rapporto dei danni e dei nemici abbattuti (non disponibile su MSX[8]).

Durante l'azione possono apparire in basso dei numeri che avvertono in quale delle postazioni è bene andare perché sta avendo un'emergenza. Ad esempio 2/3 in presenza di nemici da combattere, 1 se la quota è molto bassa, 6 se ci sono problemi ai motori.
Se si riesce a colpire l'obiettivo finale, lo schermo mostra un'animazione con la bomba che rotola sull'acqua e infine abbatte la parte superiore della diga.

## Accoglienza
A suo tempo The Dam Busters ottenne generalmente giudizi molto buoni dalla critica, almeno per quanto riguarda le versioni Commodore 64, ZX Spectrum, Amstrad CPC e MSX. Ad esempio la rivista Zzap! gli assegnò buoni giudizi su tutti gli aspetti, con un voto complessivo di 92% (versione MSX), e Sinclair User gli assegnò il riconoscimento di "Sinclair User Classic" (versione Spectrum).
Tilt, ai riconoscimenti annuali "Tilt d'Or 85", gli assegnò il titolo di "miglior simulazione militare" (versione C64).
Tuttavia per alcune riviste il gioco invecchiò male; la stessa Sinclair User tre anni dopo assegnò un voto di 4/10 quando recensì la riedizione economica della Power House e analogamente Commodore User scese da 5/5 a 6/10. Computer Gaming World in un riepilogo del 1991 lo giudicava "senz'altro datato" votandolo 1,5/5.